# Hôtel de préfecture de Meurthe-et-Moselle
La préfecture située à Nancy, héberge la plupart des services déconcentrés de la préfecture de la région Lorraine, de la préfecture de Meurthe-et-Moselle.

## Historique
En 1800, le premier Préfet de la Meurthe, Jean-Joseph Marquis, fut logé dans l'hôtel  Alliot, sur la place Royale (actuellement place Stanislas). La préfecture est ensuite hébergée dans l'ancien palais de l'Intendance avant d'investir en 1858 l'hôtel Baligand (du nom de l’ingénieur et inspecteur des bâtiments Jean-Jacques Baligand (1697-1762), construit entre 1756 et 1764).
Le bâtiment d'angle, dit "Petite Préfecture" y est adjoint et l'Hôtel est alors agrandi par l'architecte Corrard des Essarts, qui lui ajoute son aile latérale Sud dans laquelle est aménagée une grande salle des Fêtes. Les bureaux sont installés dans les bâtiments adjacents à l'ancien Hôtel particulier.
Incendié en 1896, et partiellement détruit en 1941-43, l'hôtel de la Préfecture est complètement restructuré par l'architecte Georges Vallin.

## Rue Lyautey
L'immeuble situé au n°2 rue Lyautey "Petite Préfecture" et fait angle de la place Stanislas. L'adresse officielle est, à présent, 1 rue Préfet-Claude-Érignac.

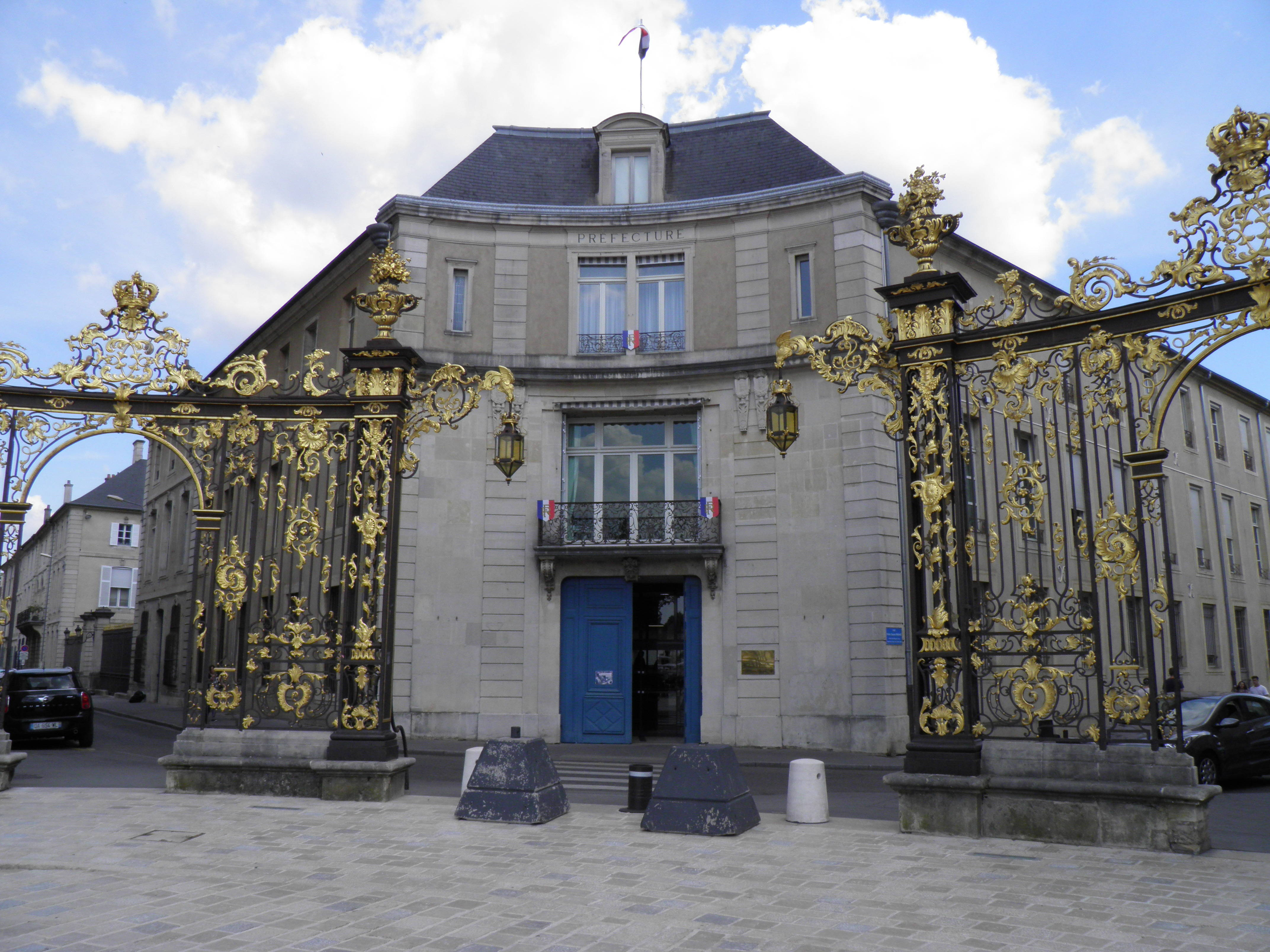
Pignon et grille vers la place Stanislas,
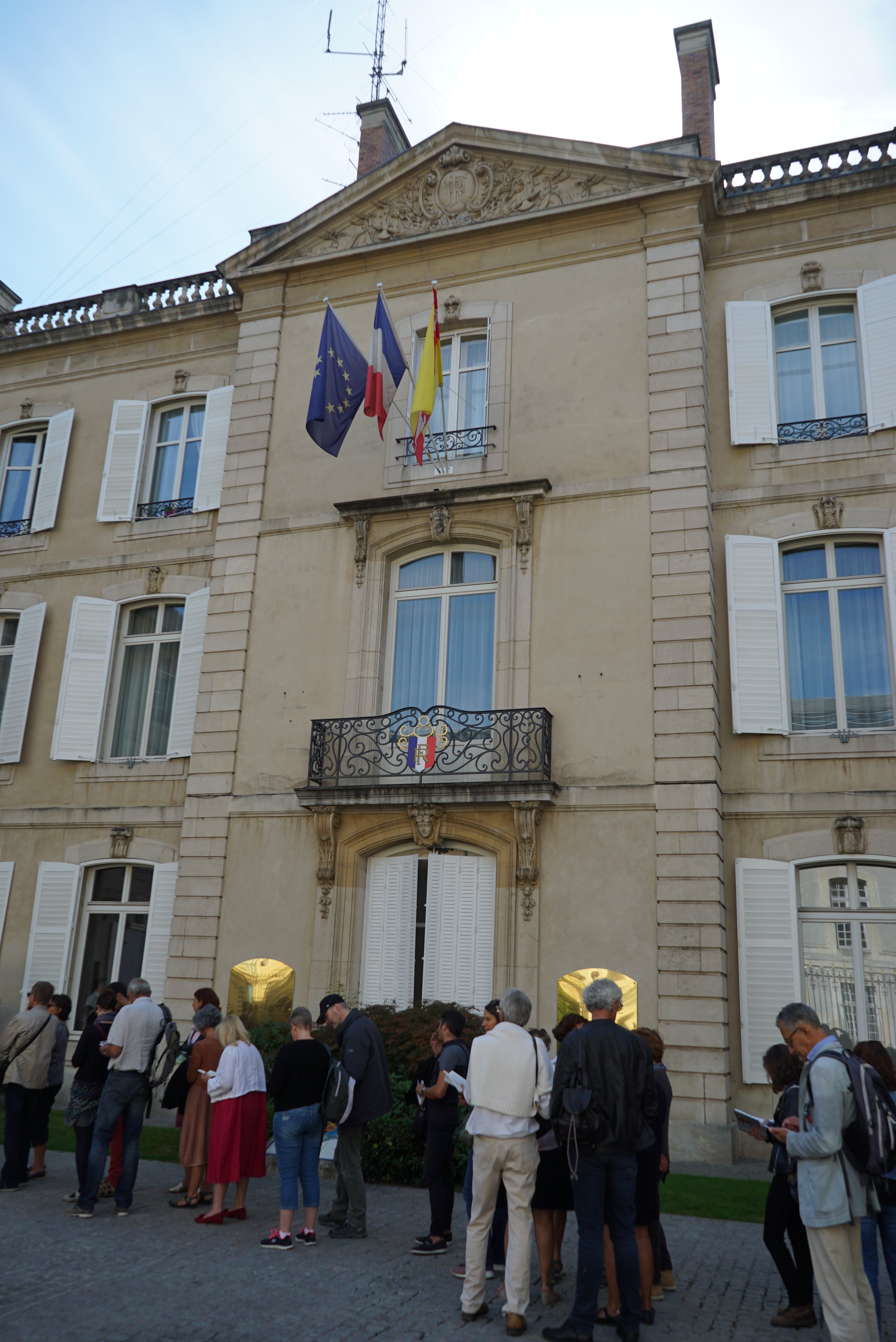
cour rue Lyautey,
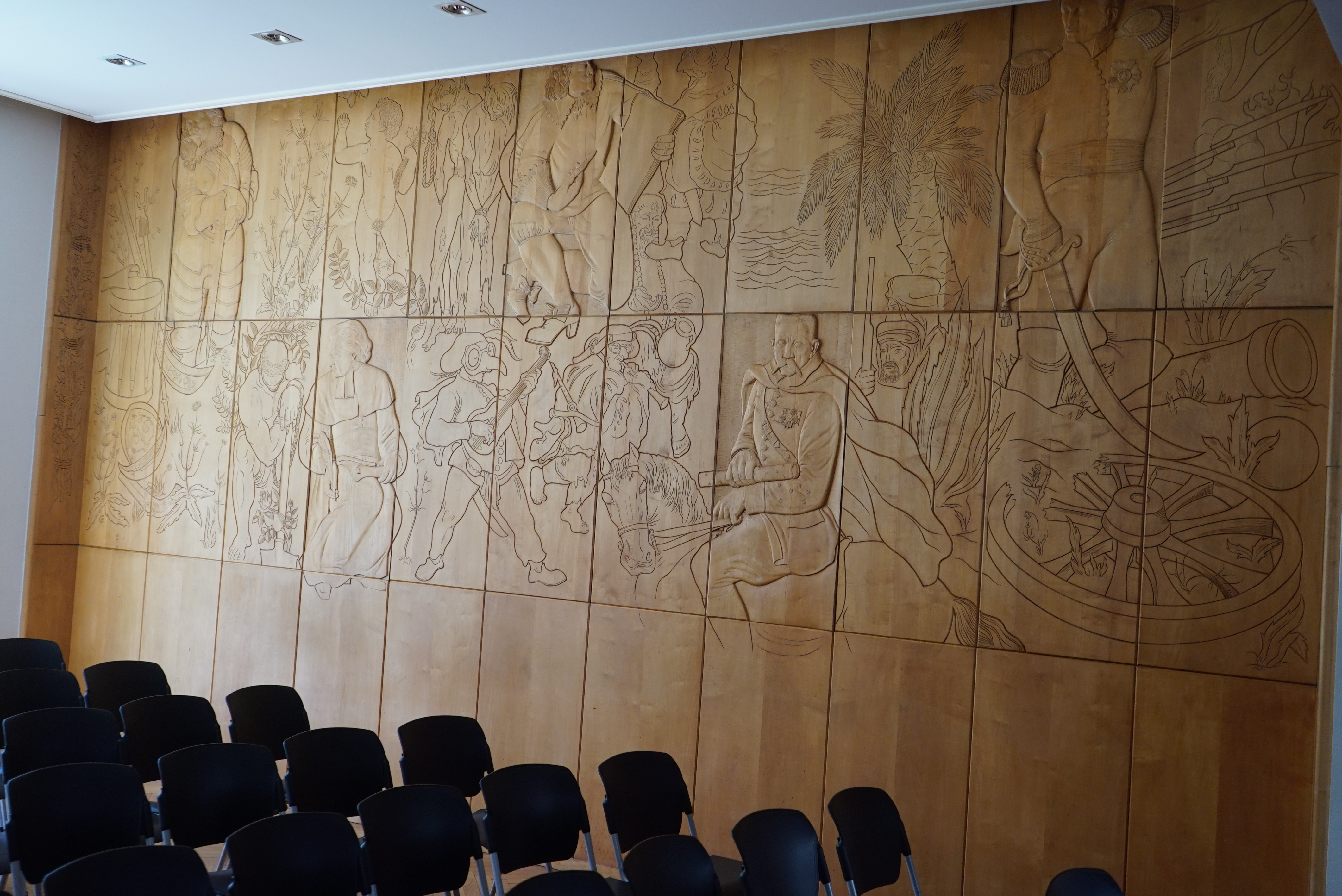
panneau de bois dans la grande salle.

## Rue Sainte-Catherine

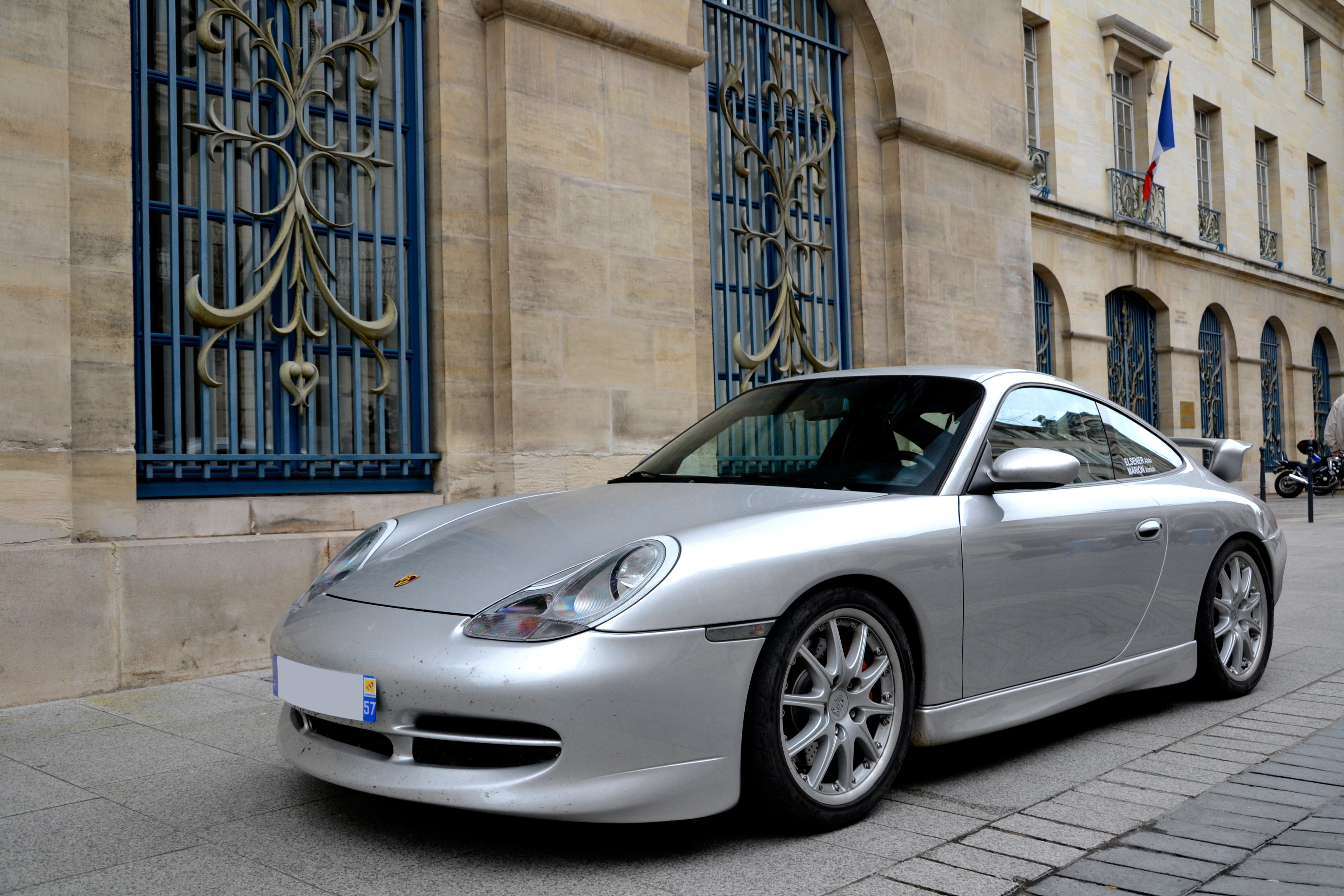
Entrée du public.

Le bâtiment du n°5 rue Lyautey, dit hôtel du Baron Vincent,  est aussi affecté à la préfecture et accueille les services administratifs.
L'accueil du public se fait à l'arrière, par l'entrée située au 6 rue Sainte-Catherine.